# Igor Vovkovinskiy

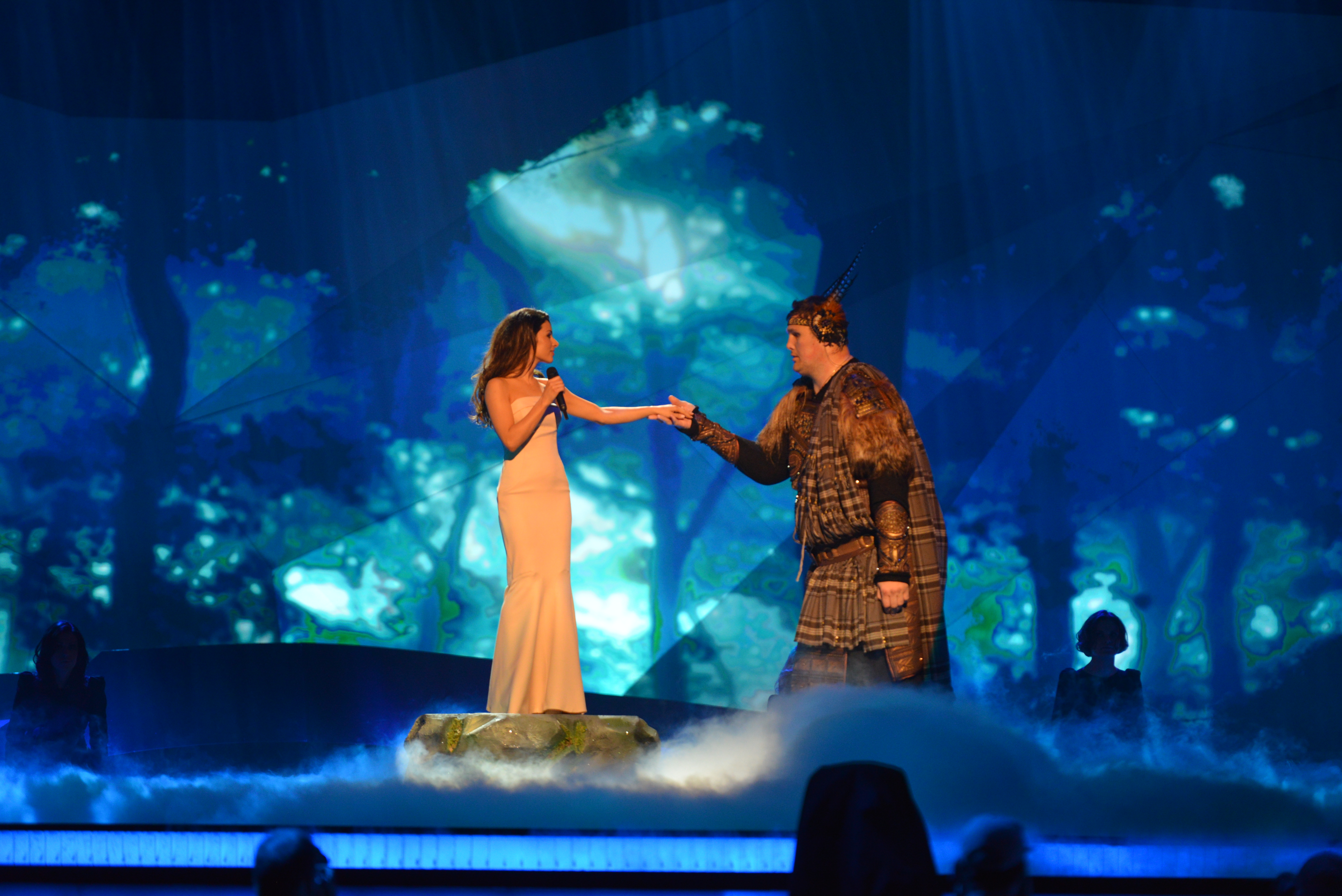
Igor Vovkovinskiy medverkar på scen under framförandet av Ukrainas bidrag Gravity i Eurovision Song Contest 2013.

Igor Vovkovinskiy, (ryska: Ігор Вовковинський) född 18 september 1982 i Bar, Vinnytsia oblast, Ukrainska SSR, Sovjetunionen, död 20 augusti 2021, var från 2010 till sin död Amerikas längsta man med längden 235 cm. Han flyttade till USA och Rochester i Minnesota med sin mamma Svetlana när han var 6 år gammal för att söka behandling för sin hypofysära sjukdom på Mayokliniken. Vovkovinskiy har medverkat i en rad olika reklamfilmer och dokumentärfilmer. Vid det amerikanska presidentvalet 2008 bar Vovkovinskiy en t-shirt på sig med texten "World's Biggest Obama Supporter", och har i och med detta blivit känd som "Världens Största Obama-supporter".
Under Eurovision Song Contest i Malmö 2013 medverkade han på scen under Zlata Ohnevytjs låt Gravity, som var Ukrainas bidrag i tävlingen. I låtens inledning bär han sångerskan i sina armar och placerar henne på en platå mitt på scenen.